# J. P. Nataf
Pour les articles homonymes, voir Nataf.
Jean-Philippe Nataf, dit J. P. Nataf ou Jipé Nataf, est un auteur-compositeur-interprète et guitariste français, né le 14 juillet 1962 à Boulogne-Billancourt.

## Biographie
Passionné de musique et notamment des Beatles, J.P. Nataf est le chanteur, guitariste et compositeur du groupe Les Innocents (dont fait également partie Jean-Christophe Urbain), qui connaît le succès dès la fin des années 1980 avec le titre Jodie vendu à 150 000 exemplaires.
Il est le coauteur des albums Fous à lier et Post-partum. Il a réalisé également de nombreuses collaborations, notamment avec la chanteuse Jil Caplan. Il possède son propre studio à Paris.
Avec Jeanne Cherhal, en 2005, il crée le groupe Red Legs où, portant des longues chaussettes rouges (qui donnent leur nom au duo), ils effectuent des reprises de classiques de la chanson, Jeanne Cherhal à la basse et J. P. Nataf à la guitare. Les Red Legs n'ont pas enregistré de disque, leur discographie officielle sous le nom Red Legs se limite à une chanson sur un disque hommage à Dick Annegarn.
En 2004, Plus de sucre connaît un certain succès critique, mais obtient un succès public modéré[réf. nécessaire].
J. P. Nataf a composé Du soleil dans ma rue pour Hubert-Félix Thiéfaine : sortie le 11 juin 2021 : Géographie du vide, qui sort le 8 octobre 2021 et pour Eddy Mitchell.
Il collabore en 2007 avec Olivier Libaux sur le projet Imbécile, mi-théâtre mi-chanson, et joue dans son adaptation scénique, mise en scène par Olivier Martinaud, aux côtés de Bertrand Belin, Armelle Pioline et Barbara Carlotti.
En 2009, il sort son deuxième album solo : Clair, très bien reçu par la critique[réf. nécessaire].
Il participe avec Jean-Christophe Urbain au film Pop Redemption.[réf. nécessaire]
Le 13 février 2013, Acoustic, l'émission de TV5 Monde, fête ses 10 ans. Pour l'occasion, J.P. Nataf chante Un jour sans erreur avec Albin de la Simone, Vincent Delerm et Mathieu Boogaerts réunis pour la première fois à la télévision.
En 2013 toujours, il reforme Les Innocents avec Jean-Christophe Urbain avec qui il part pour une tournée de 12 dates dont un passage à Bruxelles sur la Place des Palais lors du Brussels Summer Festival. C'est le 13 mars 2015 que le groupe publie officiellement son nouveau single Les Philharmonies martiennes sur son site officiel et sa page Facebook. Le 1er juin 2015, sort Mandarine, l'album du duo reconstitué, bien accueilli par la critique[réf. nécessaire].
Le 12 février 2016, le groupe remporte une Victoire de la musique dans la catégorie « meilleur album rock ».

## Vie privée
J.P. Nataf est père de deux garçons, Joseph et Abel. Il est divorcé.

## Discographie

### AvecLes Innocents
- 1987 : Jodie (45 tours)
- 1989 : Cent Mètres Au Paradis
- 1989 : Les Innocents chantent Noël (EP de reprises)
- 1992 : Fous à lier
- 1995 : Post-partum
- 1999 : Les Innocents (album)
- 2003 : Meilleurs souvenirs (compilation)
- 2015 : Mandarine
- 2019 : 6 1/2

### En solo
- 2004 : Plus de sucre
- 2009 : Clair
- 2012 : bande originale du film Je me suis fait tout petit

### Sur une compilation
- 2009 : Tout doux dans Songs over troubled water, compilation de titres choisis par Dominique A
- I want you avec les Wantones, sur une compilation de chansons portant toutes ce titre.

## Participations

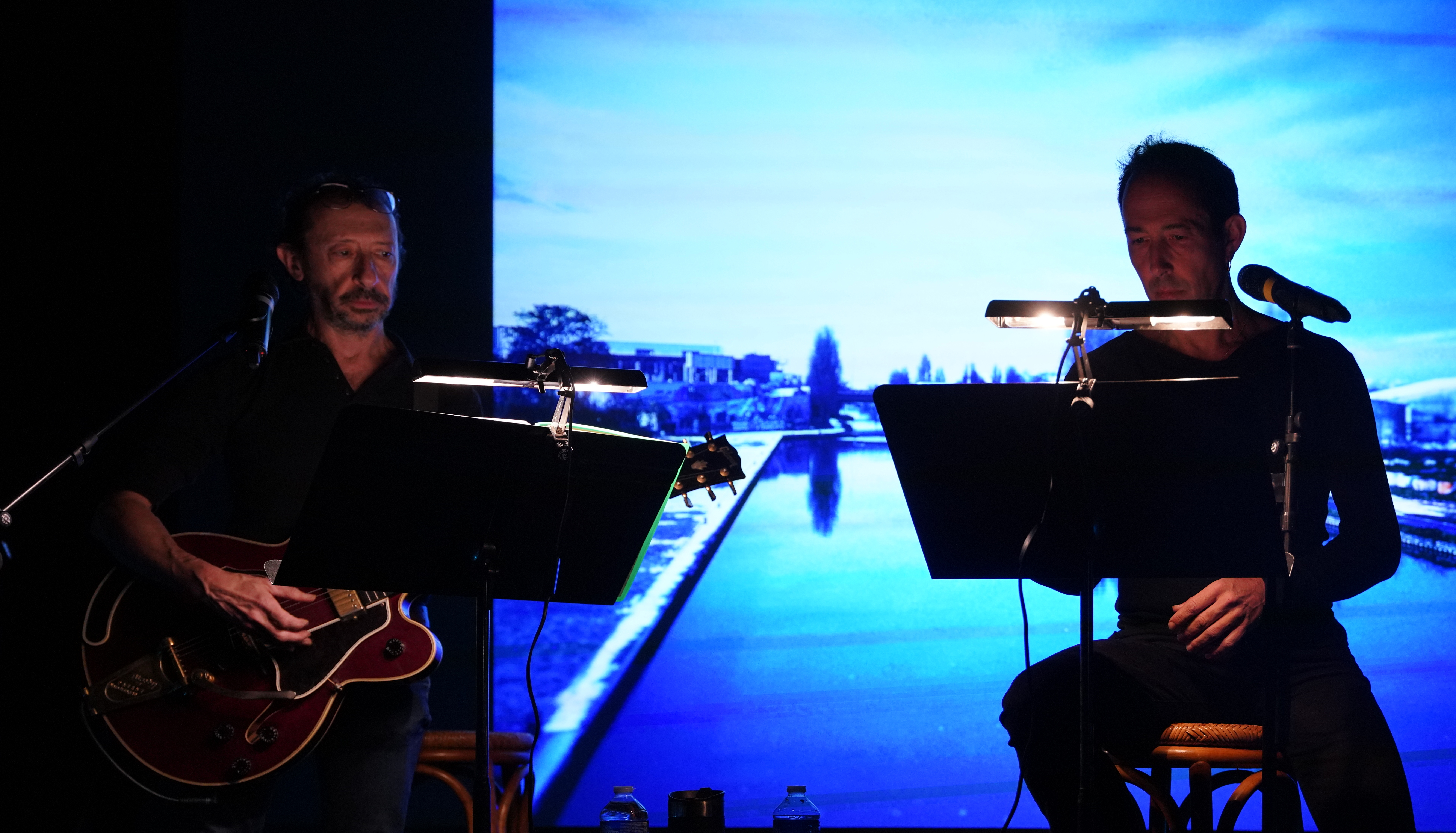
Lecture musicale avec Thomas B. Reverdy.

- Dolorès (1996) de Jean-Louis Murat. JP Nataf participe aux chœurs sur la chanson Saint-Amant.
- Mercedes Audras (1996), JP Nataf participe aux arrangements et à quelques compositions comme Mon Ange ou Adonde avec Jean-Christophe Urbain.
- Quelque chose d'organique (1998), bande originale du film de Bertrand Bonello par le collectif Laurie Markovitch (JP Nataf, Bertrand Bonello, Mirwais).
- Toute crue (2001) de Jil Caplan. JP Nataf compose toutes les musiques, dont une avec Jil Caplan. Il arrange et réalise le disque avec Pascal Colomb.
- T'choupi (2004), bande originale du film de Jean-Luc François. JP Nataf signe la musique (et cosigne les paroles) de deux chansons : Ma théorie et Ma copine l'amitié.
- On Dirait Nino (2005), album hommage à Nino Ferrer, reprise de Oh ! Hé ! Hein ! Bon !
- Tôt ou tard (2005), album de duos des artistes du label Tôt ou tard, chansons Demain demain avec Mathieu Boogaerts et Bombes 2 bal, Escobar avec Thomas Fersen et Floricanto avec Agnès Jaoui.
- Scandale mélancolique (2005) d'Hubert-Félix Thiéfaine. JP Nataf signe la musique de la chanson Confessions d'un never been et joue de la guitare acoustique.
- Le grand Dîner (2006), album hommage à Dick Annegarn, reprises de Quelle belle vallée en duo avec Jeanne Cherhal et de Le saule.
- Jambalaya (2006) d'Eddy Mitchell. JP Nataf signe la musique de la chanson Le seul survivant.
- Imbécile (2007) d'Olivier Libaux. JP Nataf joue le rôle de René.
- Quinze Chansons (2008) de Vincent Delerm. JP Nataf joue de la guitare sur la chanson Dans tes bras.
- On n'est pas là pour se faire engueuler ! (2009), album hommage à Boris Vian. Balade du lapin
- 10 000 km (2010) duo sur le nouvel album de Mercedes Audras. JP Nataf chante avec Mercedes sur une chanson composée par Jean-Louis Piérot, Ton apparence éclair.
- invité de Malicorne lors de leur concert aux Francofolies de la Rochelle en 2010, il interprète, accompagné du groupe, Quand je menai mes chevaux boire (prestation visible sur le DVD du concert)
- En 2021, il chante en duo sur la chanson L'homme heureux sur l'album Padre Padrone, le cinquième album de Nicolas Paugam[7].